# Leonard Nitz
Leonard Harvey Nitz (nascido em 30 de setembro de 1956) é um ex-ciclista olímpico estadunidense. Representou sua nação nos Jogos Olímpicos de Verão de 1976, 1984 e 1988.